# آدولف برگمان
آدولف برگمان (انگلیسی: Adolf Bergman؛ ۱۴ آوریل ۱۸۷۹ – ۱۴ مه ۱۹۲۶) ورزشکار طناب‌کشی اهل سوئد بود.
وی در مسابقات کشوری و بین‌المللی در مجموع برندهٔ ۱ مدال طلا شده‌است.